# Sougoklia
La Sougoklia (Сугоклия) est une rivière en Ukraine qui traverse l'oblast de Kirovograd. C'est un affluent droit de la rivière Ingoul (bassin du Boug méridional). Sa longueur est de 60 kilomètres pour un bassin de 983 km².
La Sougoklia prend sa source au nord du village de Tchervonorechka, traverse les raïons de Kompaniïvka et de Bobrynets. Sa vallée est large et plate avec des plaines inondables des deux côtés et un chenal jusqu'à 5 mètres de large. Au milieu, il y a des affleurements de roches précambriennes (granites et gneiss). De nombreux étangs sont formés.

## Affluents
- 20e km: Drioukova, droit, 22 km[1].
- 30e km: Vodianaïa, droit, 14 km[1].
- 33e km: Savakleï, droit, 28 km[1].

## Nom
La Sougoklia est mentionnée pour la première fois en 1697. Son nom proviendrait de l'ancien turc saigak qui signifie « chèvre sauvage ». En effet, selon le cartographe français Guillaume Levasseur de Beauplan, il y a avait au milieu du XVIIe siècle dans ces régions quasiment inhabitées de steppes beaucoup de chèvres sauvages.